# The Homesman
The Homesman er en amerikansk dramafilm fra 2014 instrueret af Tommy Lee Jones. Manuskriptet er skrevet af Jones selv, sammen med Kieran Fitzgerald og Wesley Oliver, efter en roman med samme navn af Glendon Swarthout fra 1988. Hovedkarakterene spilles af Jones, Hilary Swank, William Fichtner, David Dencik, Sonja Richter og Meryl Streep. Filmen havde premiere den 18 maj under Filmfestivalen i Cannes 2014. Den blev vist under Cambridge Film Festival 2014 i Storbritannien. I USA havde filmen premiere den 14 november 2014.

## Handling
Mary Bee Cuddy (Hilary Swank) er en midaldrende kvinde, som lever alene i et lille samfund i Nebraskas ørken. Trods betydelige indkomster og landbesiddelse afvises hun gang på gang af potentielle ægtemænd, der mener hun ser syg ud. Da tre unge kvinder er begyndt at vise tegn på sindssyge giver præsten Dowd (John Lithgow) en af kvindernes ægtemænd en mission om at eskortere dem til et hospital i Iowa. Cuddy mener ikke, at nogen af mændene kan leve op til opgaven og foreslår, at hun overtager opgaven selv, og selvom præsten er tilbageholdende, giver han hende lov, men anbefaler, at hun ledsages af en følgesvend.
Før Cuddy kører væk med kvinderne i en vogn, møder hun George Briggs (Tommy Lee Jones), der er blevet lynchet et par dage tidligere, da han brugte en anden mands jord som sin egen. Briggs er i problemer, og bliver tvunget til at følge med på rejsen. Hans viden er praktisk, da de bliver angrebet af indianere, og da en af kvinderne kommer på afveje og bliver fanget af en cowboy. Den hårde rejse svejser Cuddy og Briggs tættere sammen, og efter et stykke tid mener Cuddy, at de er et godt hold, og at de burde gifte sig. Han afviser hendes frieri, ligesom alle andre på grund af Cuddys udseende, men går med til et samleje samme aften. Cuddy får i løbet af natten en depression og hænger sig i skoven, hvilket knuser Briggs' hjerte. Først vil han tage afsted og forlade de tre unge kvinder til deres skæbne, men da de følger ham til fods og næsten drukner, mens de krydser en flod, vender han tilbage og lover, at han vil bringe dem til Iowa.
Briggs ønsker at overnatte på et hotel, der tilhører Aloysius Duffy (James Spader), men han afvises, da han ikke har nogen forudbestilling, selvom hotellet er helt tomt. Den vrede Briggs skræmmer Duffy, men Duffy's personale tvinger ham under trussel om magtanvendelse til at forlade stedet. Briggs sniger sig tilbage senere og stjæler Duffys middag, og da han bliver overrasket af Duffy, skyder han ham i foden. Briggs brænder derefter hotellet, hvilket dræber alle, herunder Duffy.
Endelig når Briggs Iowa og afleverer kvinderne til Altha Carter (Meryl Streep). Han betaler for et gravmonument i form af en graveret planke til Cuddy, og ses i afslutningscenen krydse en flod i en pram, mens planken flyder væk i mørket.

## Rolleliste
- Tommy Lee Jones – George Briggs
- Hilary Swank – Mary Bee Cuddy
- Grace Gummer – Arabella Sours
- Miranda Otto – Theoline Belknapp
- Sonja Richter – Gro Svendsen
- David Dencik - Thor Svendsen
- Hailee Steinfeld – Tabitha Hutchinson
- William Fichtner – Vester Belknap
- Meryl Streep – Altha Carter
- James Spader – Aloysius Duffy
- John Lithgow – Reverend Dowd
- Tim Blake Nelson – The Freighter
- Barry Corbin – Buster Shaver
- Greg Baine – Doorman
- Autumn Shields – Loney Belknap
- Caroline Lagerfelt – Netti
- Richard Andrew Jones – Carmichael
- Jesse Plemons – Garn Sours
- Brian Kennedy – Barkeep Fitzpatrick